# Schloss Villesavin

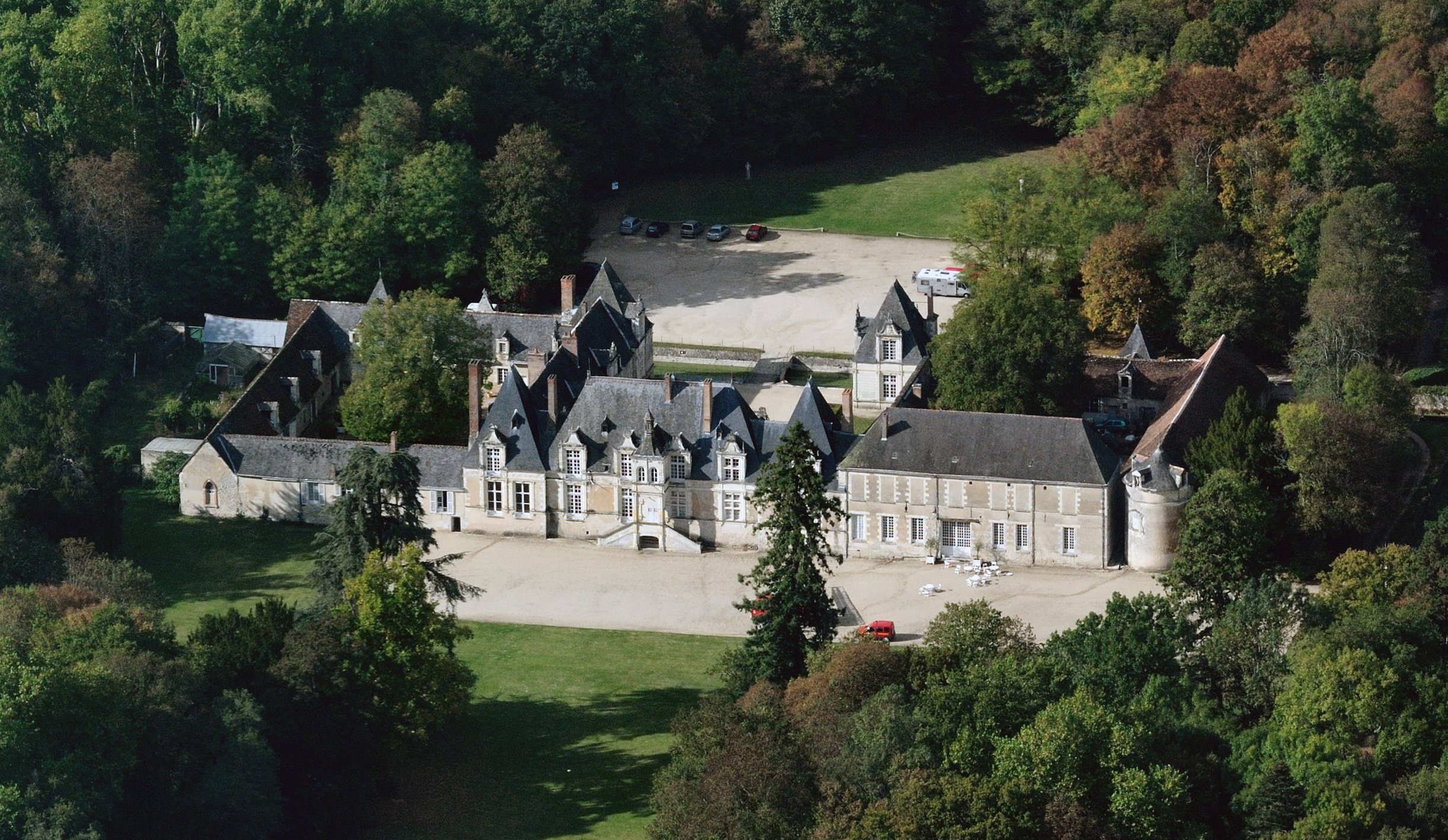
Luftbild des Schlosses von Südosten

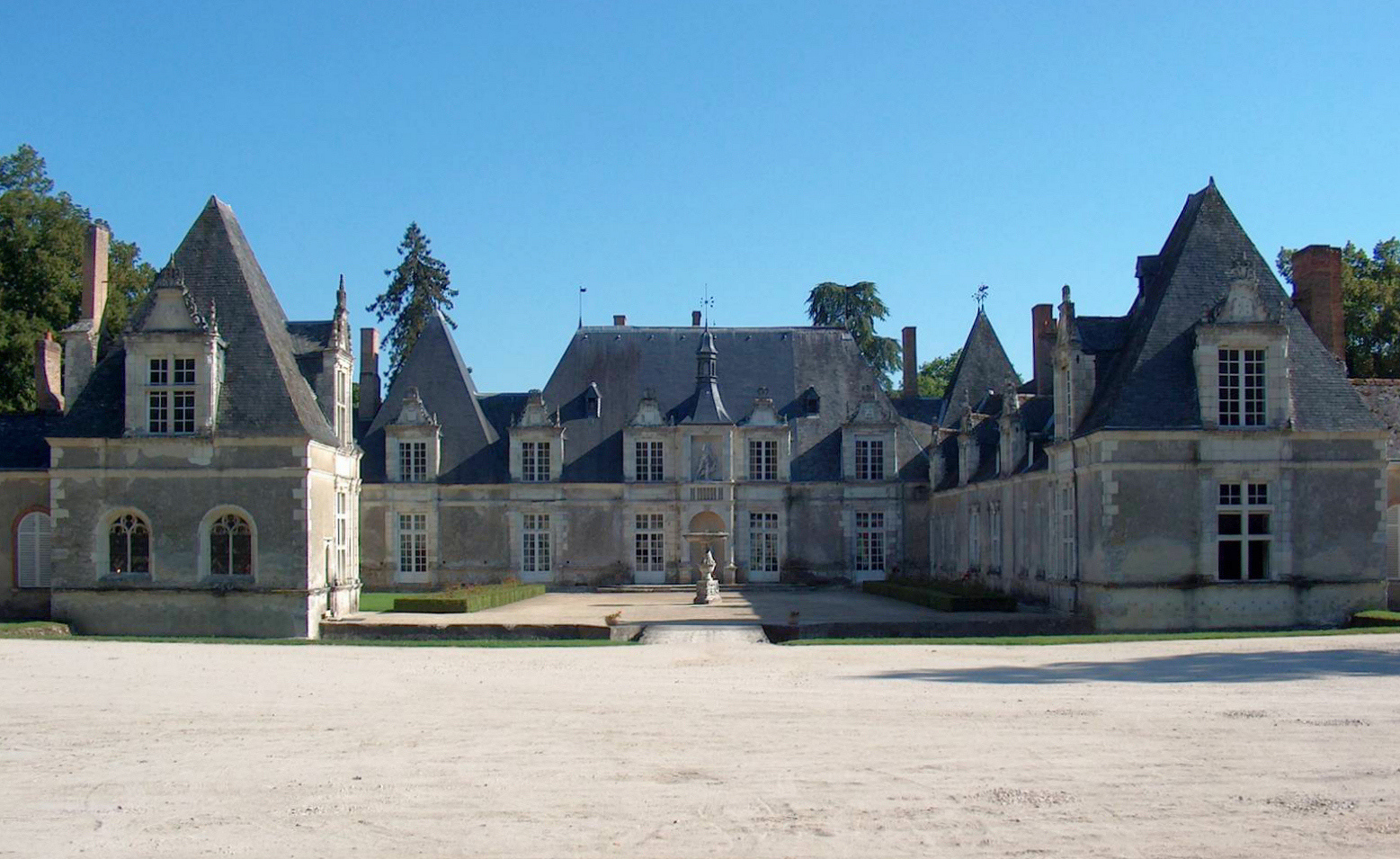
Schloss Villesavin von Nordwesten gesehen

Das Schloss Villesavin ist ein französisches Landschloss auf dem Ortsgebiet von Tour-en-Sologne im Département Loir-et-Cher der Region Centre-Val de Loire. Zwischen den Schlössern Chambord und Cheverny am Ufer des Beuvron in der Sologne gelegen, ist es eines der kleineren Loire-Schlösser.
Sein Erbauer in der zweiten Hälfte des 16. Jahrhunderts war Jean Le Breton, königlicher Finanzsekretär sowie Verwalter der Grafschaft Blois unter König Franz I. Die Arbeiten an Villesavin wurden im ersten Viertel des 17. Jahrhunderts unter Jean Phélipeaux abgeschlossen. Während des 18. Jahrhunderts mit einer Orangerie ausgestattet, erhielt die Anlage zu Beginn des 19. Jahrhunderts einige architektonische Erweiterungen im Stil des Historismus und ist damit eines der seltenen Beispiele im Loiretal, das Baudetails in diesem Stil aufweist. Das Schloss befindet sich heute in Privatbesitz, steht der Öffentlichkeit aber für Besichtigungen offen.
Am 5. Oktober 1928 wurden das Corps de Logis der Schlossanlage sowie die Wand- und Deckengemälde der Schlosskapelle als Monument historique unter Denkmalschutz gestellt. Im März 1952 folgte ein aufwändig gearbeiteter Brunnen im Ehrenhof, während der Rest des Schlosses im Juli 1959 in die Denkmalliste aufgenommen wurde.

## Beschreibung

### Gebäude

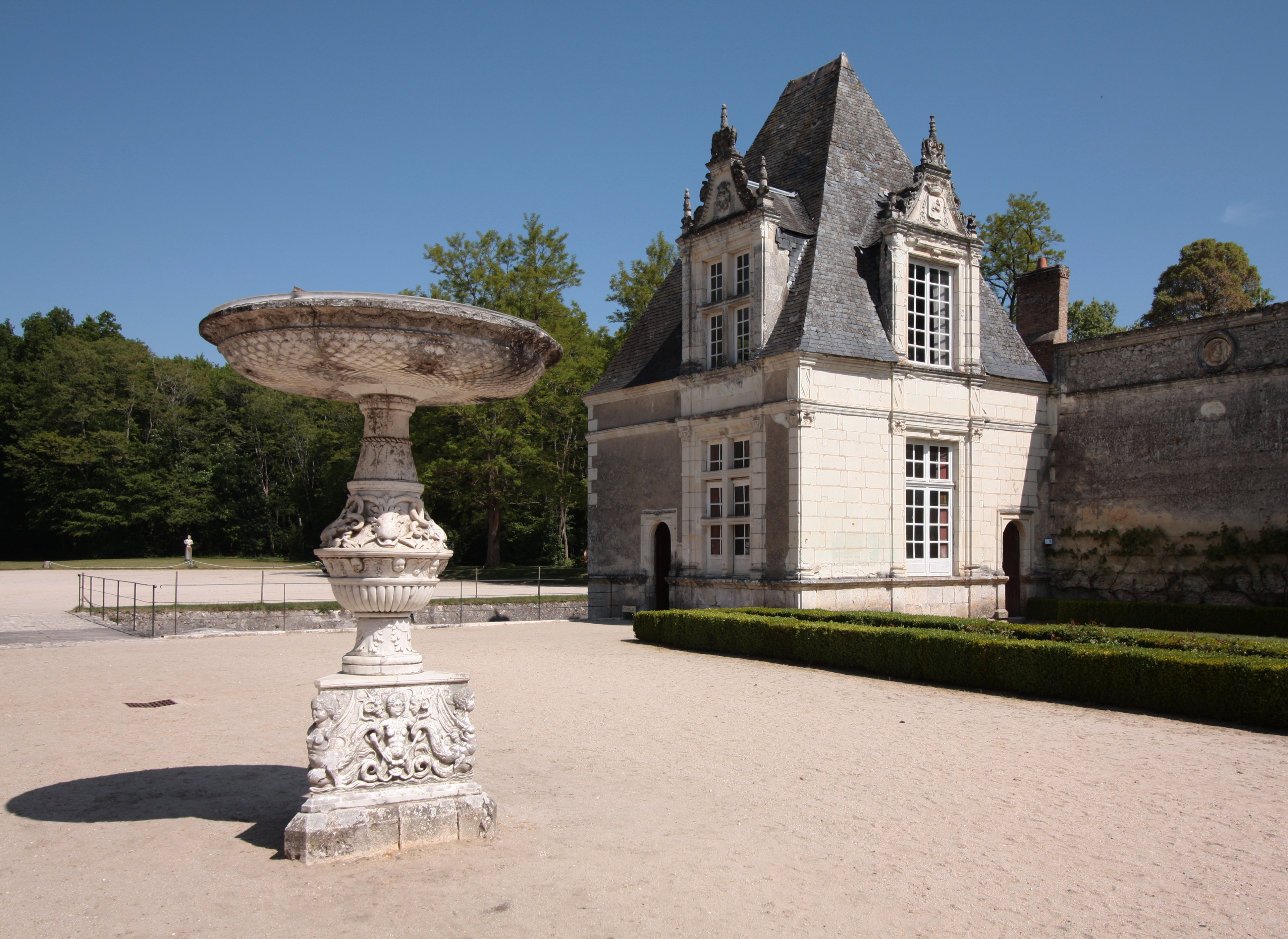
Brunnenschale aus Carrara-Marmor im Hof

Schloss Villesavin ist ein Renaissancebau mit klassizistischem Einschlag, dessen Bruchsteinmauern aus Kalkstein errichtet und anschließend verputzt wurden. Die Anlage besitzt Hufeisenform und umschließt einen Ehrenhof, an dessen Südost-Seite das Corps de Logis mit zwei Eckpavillons steht. An seinem südwestlichen Ende schließt sich im rechten Winkel ein Westflügel mit einem weiteren Pavillon am Ende an. Das östliche Pendant des Westflügels ist kein eigenständiger Gebäudetrakt, sondern eine Kurtine, die an der Seite zum Ehrenhof sechs Ton-Medaillons aus Bologna trägt. Sie zeigen die Köpfe römischer Kaiser. Am nördlichen Ende der Mauer steht der vierte Eckpavillon des Hauptschlosses. Wie sein westliches Pendant besitzt er ein hohes Pyramidendach, das wie alle Dächer der Schlossanlage mit Schieferschindeln gedeckt ist.
Der Ehrenhof wird an seiner nicht bebauten, nördlichen Seite von einem breiten Wassergraben begrenzt. Eine steinerne Brücke bildet den Zugang zum Hof, der früher mit Rasen und Sträuchern bepflanzt war. In seiner Mitte steht eine weiße Brunnenschale aus Carrara-Marmor im Stil der Renaissance, die eine lombardische Arbeit ist. Ihr dreieckiger Sockel sowie ihr Brunnenständer weisen Reliefs in Form von Chimären und fantastischen Meeresbewohnern auf.

#### Corps de Logis
Äußeres

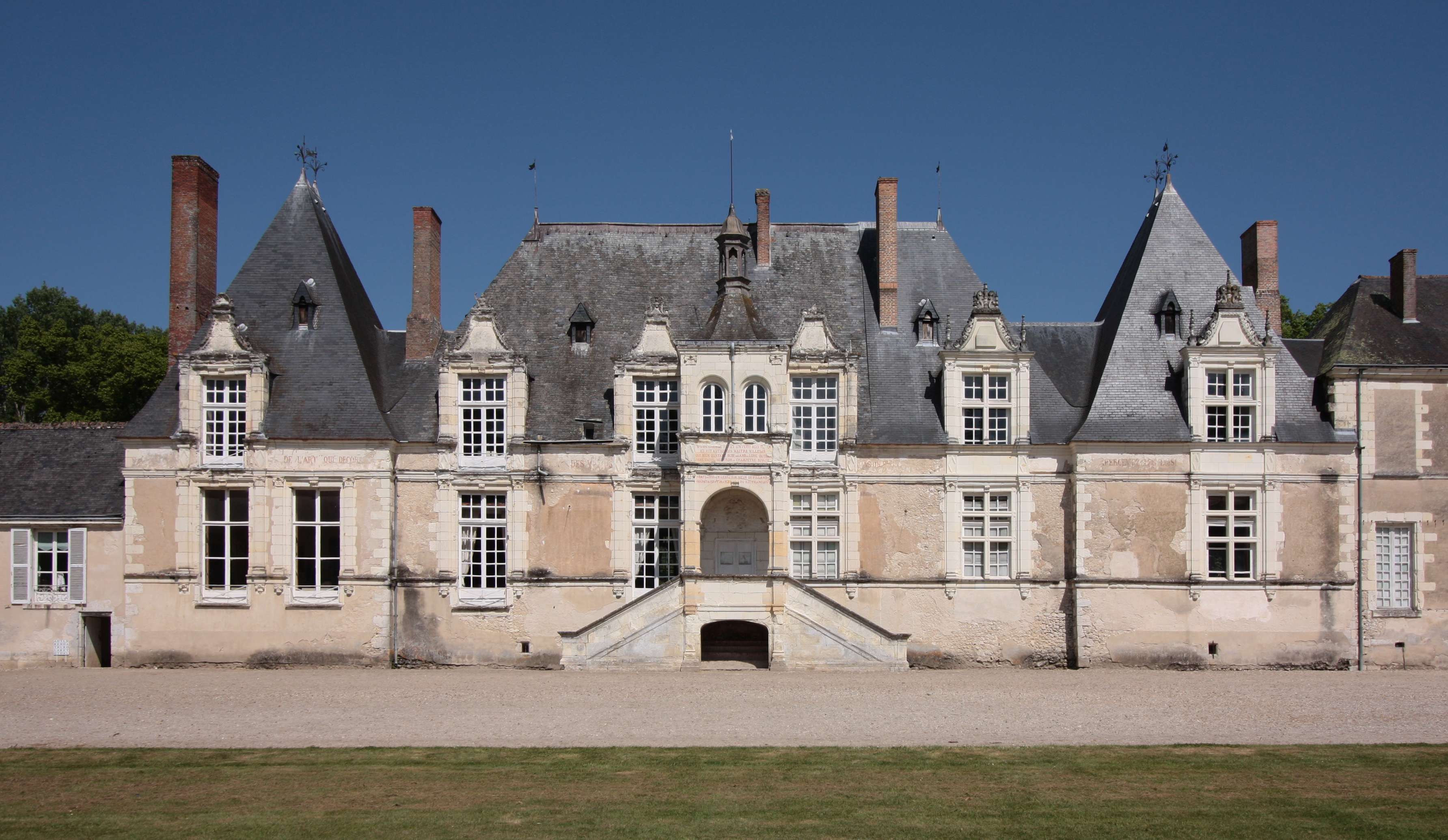
Die Gartenfassade des Schlosses

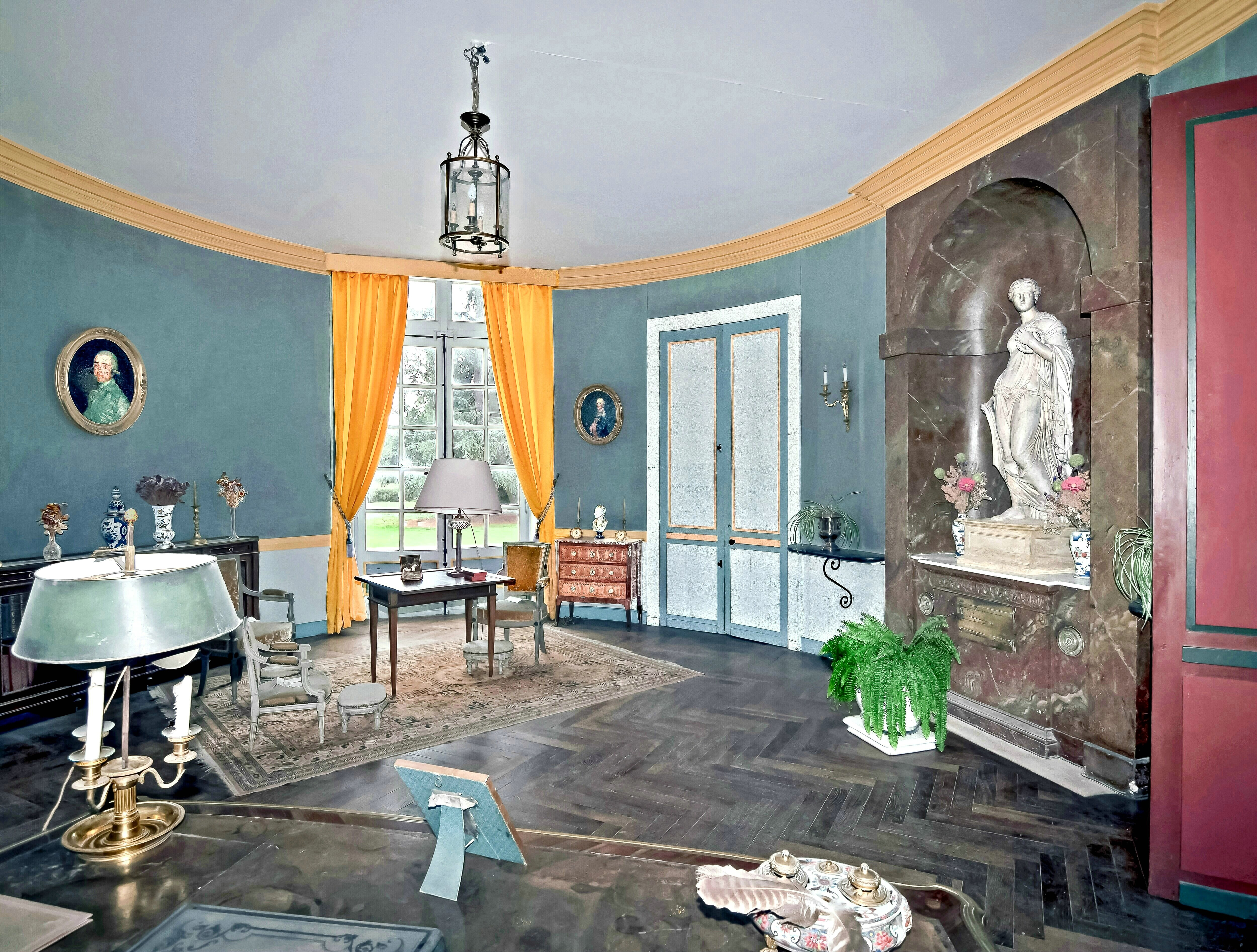
Der Salon

Das eingeschossige Corps de Logis steht auf einem hohen Kellergeschoss mit Gewölbedecke, das zwar von der Gartenseite, nicht aber vom aufgeschütteten und damit höher liegenden Ehrenhof sichtbar ist. Die Beletage des Schlosses liegt somit auf der Hofseite ebenerdig. Villesavin ist mit dieser Anordnung ein seltenes Beispiel im französischen Schlossbau, weil die Beletage üblicherweise im ersten Obergeschoss liegt. Die hofseitige Fassade des Corps de Logis ist fünfachsig. Die in den Achsen liegenden Fenster sind von Pilastern gerahmt. Das Gebäude besitzt hofseitig einen Mittelrisalit aus dem 19. Jahrhundert mit einer Nische auf jeder Etage. In der ebenerdigen steht eine Büste Franz’ I., während die Nische auf Höhe des Dachgeschosses eine Statue der Jagdgöttin Diana beherbergt. Das neun Meter hohe Erdgeschoss wird von einem elf Meter hohen Dach abgeschlossen, das Lukarnen besitzt. Diese sind mit Pilastern, Vasen, Harnischen, Voluten und Flammentöpfen verziert sowie von konkaven Tympana abgeschlossen. Früher zeigten sie die Wappen Jean Le Bretons und seiner Frau.
Der Gartenfassade ist mittig ein kleiner Vorbau aus dem 19. Jahrhundert vorgesetzt, der über eine zweiläufige Treppe erreichbar ist. In seinem Erdgeschoss befindet sich eine Loggia, deren Gewölbe das Wappen Jean Le Bretons zeigt. Es trägt das darüber liegende Kabinett, das noch im 18. Jahrhundert als Oratorium genutzt wurde. Die Haube des Vorbaus besitzt eine abschließende, offene Laterne, sodass der gesamte Bau damit der Loggia des Schlosses Chantilly ähnelt. An seinen Außenmauern findet sich eine Inschrift, die den Erbauer des Schlosses und das Baujahr ausweisen. Seine Pilaster wiederholen auf allen Geschossen das Dekor der übrigen Gartenfassade. Diese ist nicht mehr vollkommen symmetrisch gestaltet, weil im südlichen Eckpavillon ein zweites Fenster ausgebrochen worden ist.
Innenräume
In der Mitte des Corps de Logis befinden sich sowohl in der Nord- als auch in der Südfassade Eingänge zu einem Vestibül mit Steintreppe. Diese führt zu Zimmern im bewohnbaren Dachgeschoss. Die herrschaftlichen Räume befinden sich jedoch allesamt im repräsentativen Erdgeschoss mit seinen hohen, geraden Wänden. An diesen sind – unter anderem im Orangeriezimmer (französisch hambre de lʼorangerie) – noch einige Reste von alten Wandmalereien erhalten, die an die Schule von Fontainebleau erinnern. Einer der Eckpavillons des Corps de Logis besaß bis in die 1930er Jahre eine aufwändig gearbeitete Kassettendecke mit den Initialen I und A für Jean Le Breton und seine Frau Anne Gedoyen. Sie ist nur von Fotos bekannt, denn die originale Holzverkleidung verschwand um 1935 spurlos und wurde durch ein Replikat ersetzt. Die übrige Innenausstattung des Schlosses stammt vom Beginn des 19. Jahrhunderts.

#### Eckpavillons und Schlosskapelle

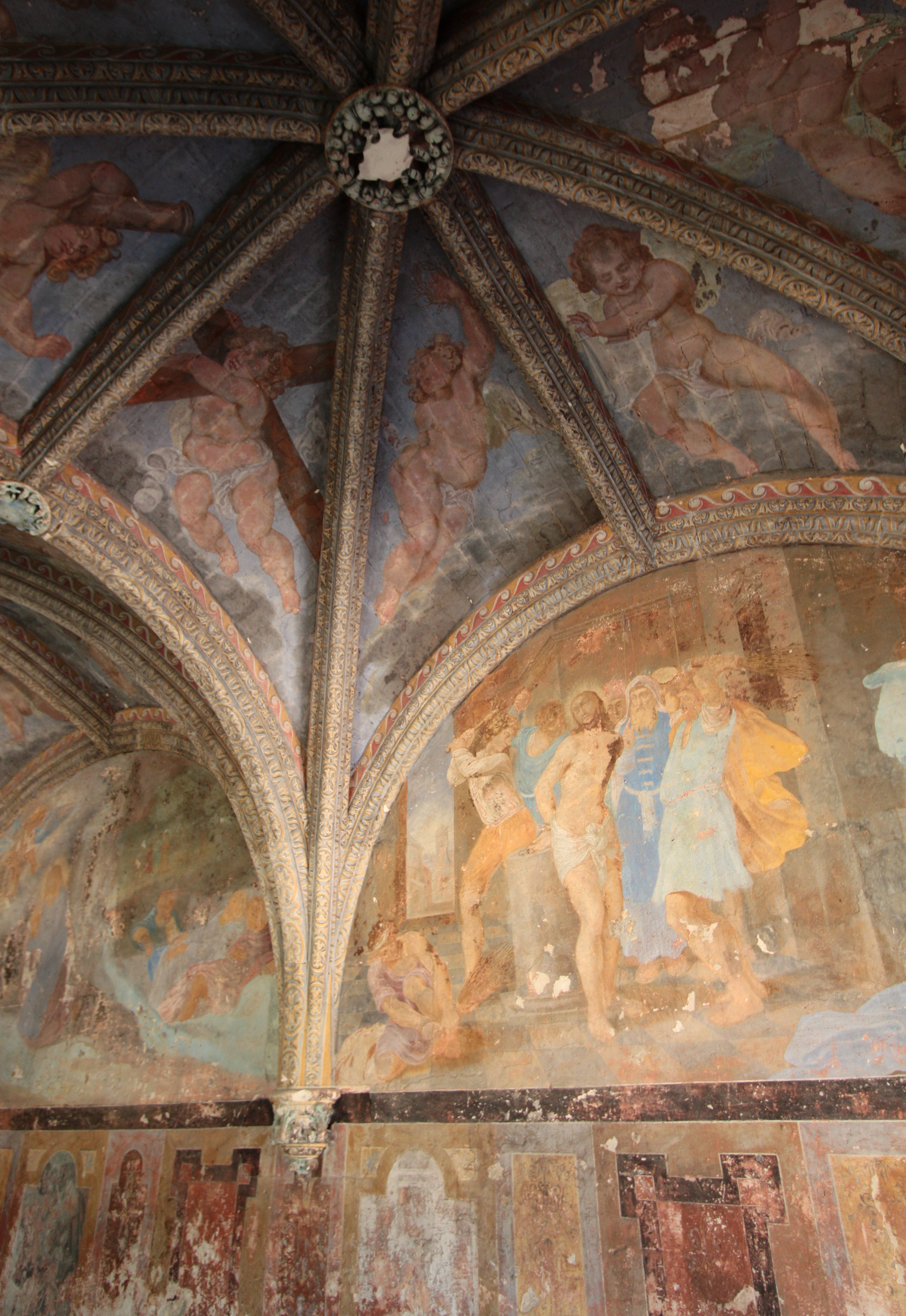
Freskenmalereien in der Kapelle im nordöstlichen Pavillon

Der nordwestliche Eckpavillon der Anlage zeigt an seiner Fassade die Jahreszahl 1537 und beherbergt den sogenannten Saal der Wachen (französisch Salle des gardes). Sein nordöstliches Pendant wird im Erdgeschoss zur Hälfte von einer Kapelle mit einem zweijochigen Kreuzrippengewölbe eingenommen. Dort finden sich die Initialen Jean Phélypeaux und seiner Frau Élisabeth Blondeau. Ihre Wände sind von wertvollen Freskenmalereien bedeckt, die zu Beginn des 17. Jahrhunderts ausgeführt wurden. Das Deckengewölbe zeigt Malereien mit Motiven der Passion aus der Blesoier Werkstatt des Jean Mosnier. Die heutigen Fenster der Kapelle sind nicht mehr original. Ursprünglich zeigten sie Szenen aus Ovids Metamorphosen und Wappen von Höflingen des Königs Franz I. Neben der Kapelle befindet sich im Erdgeschoss des Nordwest-Pavillons ein kleiner Flur mit Kassettendecke. Von ihm führt eine schmale Steintreppe in das Dachgeschoss mit dem Zimmer für den einstigen Kaplan. Es besitzt einen Kamin und ist mit einer Täfelung verkleidet, die ebenso wie die Deckenmalereien der Kapelle von etwa 1620 stammt.

#### Wirtschaftsgebäude
Nach Osten und Westen schließen sich dem Corps de Logis Komplexe mit ehemaligen Wirtschaftsgebäuden an, die jeweils einen eignen Innenhof umschließen. Der westliche von ihnen wird Cour des écuries (deutsch Hof der Pferdeställe) oder Cour des communs genannt, der östliche Cour de la ferme oder auch Basse-cour. Um den letzteren gruppieren sich die ehemalige Gärtnerwohnung, ein Stall, eine Scheune (deren Südmauer die Jahreszahl 1638 als Baujahr aufweist), ein Backhaus sowie die zweistöckige Orangerie des Schlosses. Deren Fassade ist auf der südlichen Gartenseite durch Fenster sechsachsig gegliedert. Die Fensteröffnungen sind im Obergeschoss jedoch erkennbar zugemauert. An der östlichen Ecke der Orangerie steht ein wuchtiger Rundturm, der seit seiner Errichtung im 16. Jahrhundert als Taubenhaus diente und einer der wenigen erhaltenen Exemplare im Loiretal ist. Mit seinen 1.500 Nistplätzen und einer alten Drehleiter aus Eichenholz ähnelt er stark dem Taubenturm des Schlosses Talcy. Der Cour des écuries wird von einer Remise, den einstigen Ställen für Pferde und Kühe sowie der unterkellerten, Aile dʼoffices genannten Wohnung für den ehemaligen Gutsverwalter umrahmt. Die Lukarnen dieses westlichen Wirtschaftshofs weisen reichen Skulpturenschmuck auf: kleine Steinfiguren, Blumen, Bänder, Laubwerk und Kandelaber. Die Obergeschosse fast aller Wirtschaftsgebäude dienten früher als Kornspeicher.

### Park und ehemalige Gärten
Die Schlossanlage ist von einem waldbestandenen Park umgeben, dessen Teil nördlich der Schlossgebäude 14 Hektar groß ist. Sein südlicher Teil lässt noch die einstige Gestaltung als zwei Hektar großer englischer Landschaftsgarten erahnen, der im Norden durch den Beuvron begrenzt war. Komplettiert wurden diese beiden ehemaligen Parks durch einen Obst- und Gemüsegarten östlich der Schlossgebäude sowie einen westlich gelegenen Fichtenwald, der La garenne genannt wurde. Außerdem existierte direkt südlich des Corps de Logis ein zweiter, 24 Are großer, symmetrisch angelegter Nutzgarten als Übergang zum Landschaftspark. Er war durch geradlinige Wege in vier Parterres unterteilt, in denen unter anderem Zitronen- und Orangebäumchen sowie Myrrhebäume und Johannisbeersträucher kultiviert wurden. Von diesem kunstvoll angelegten Garten ist heute nichts mehr erhalten. In seiner Mittelachse lag eine Insel im Beuvron, auf dem ein weiterer Garten mit zwei Parterres angelegt war. Von dort stammt ursprünglich der Marmorbrunnen, der heute im Ehrenhof des Schlosses aufgestellt ist. Im Jahr 1820 wurde er auf der Insel als Blumenpflanzkübel genutzt.

## Geschichte

### Eigentümer und Bewohner
Obwohl Schloss Villesavin niemals in königlichem Besitz war, weilten trotzdem viele Mitglieder des französischen Königshauses als Gäste in den Gebäuden. Zu diesen Besuchern zählten unter anderem Franz I., Katharina von Medici, Maria de’ Medici und Ludwig XIII.
Erster namentlich bekannter Eigentümer Villesavins war Guy I. de Châtillon, Graf von Blois, der dort 1315 einen bereits bestehenden Herrensitz erwarb. Der Besitz wurde Ende 1526 an Jean Le Breton verkauft, dem Bauherrn von Villandry. Er war ab 1528 königlicher Finanzsekretär sowie Verwalter der Grafschaft Blois und begleitete Franz I. auf dessen Italienfeldzügen. Bei seinem Tod im Jahr 1543 hinterließ er Villesavin gemeinsam mit Villandry seiner Frau Anne Gedoyn, die das Anwesen 1547 ihrer Tochter Léonor und deren Mann Claude Burgensis vermachte. Léonor bewohnte das Schloss nicht selbst, sondern lebte in Paris. Sie räumte die Gebäude leer und trat sie als Tilgung von Schulden in Höhe von 150 Livres tournois ab.
1611 erwarb Jean Phélypeaux den Besitz für 26.000 Livres. Seine Familie besaß das Anwesen bis zum Anfang des 18. Jahrhunderts, ehe es am 2. Juli 1719 an René Adine, Direktor der französischen Ostindienkompanie, verkauft wurde. Seine Familie nannte sich nachfolgend nach ihrem neuen Besitz „de Villesavin“. Die Erbtochter Marie de Villesavin brachte die Anlage 1779 an die Familie ihres Ehemanns, den Marquis Charles Robert de La Pallu. Während der Französischen Revolution wurde die Anlage zwar enteignet, aber nicht beschädigt. Lediglich das Mobiliar wurde am 19. August 1793 verkauft.
Das leergeräumte Schloss erwarb am 20. Dezember 1820 der später überzeugte Legitimist Jules de Chardebœuf, comte de Pradel, der erste Kammerherr Ludwigs XVIII., der das Schloss im Stil des Historismus verändern ließ. Bei seinem Tod 1857 kam es an seine Witwe Angélique de Martel, die es 1870 ihrem Verwandten Anatole de Bizemont hinterließ. Er vermachte den Besitz seiner ehemaligen Köchin, die er in zweiter Ehe geheiratet hatte. Fehlende Unterhaltung der Gebäude ließen das Schloss aber allmählich verkommen. Es fehlte der Eigentümerin trotz großer Landverkäufe das Geld, um die Anlage instand zu halten. Hatten 1919 noch 2500 Hektar Land zum Schloss gehört, waren es 1937 nur noch 40 Hektar. Als sich in jenem Jahr der Großvater des heutigen Schlossherrn, Lars de Sparre, der heruntergekommenen Gebäude annahm, hatten diese zuvor viele Jahre leer und verlassen gestanden. Um das Schloss erhalten zu können, öffnete er es für Besucher. Gemeinsam mit seiner Frau Veronique führt Lars de Sparre die Restaurierung- und Instandsetzungsarbeit seiner Großeltern und seiner Eltern heute fort.

### Baugeschichte
Der heutige Name der Anlage hat römische Wurzeln und dokumentiert auf diese Weise sehr gut, wie alt die Besiedelung des Ortes ist. Villesavin entwickelte sich aus dem lateinischen Villa Savini, dem Namen einer römischen Villa, die an der Via Adriana, einer Handelsstraße von Chartres nach Britannien, stand. Die erste durch Bauforschung nachgewiesene Anlage stammt jedoch aus dem 14. Jahrhundert.
An deren Stelle ließ Jean Le Breton zwischen 1526 und 1537 ein Landschloss errichten, das als erster Profanbau Frankreichs von vornherein um eine zentrale Treppe angelegt wurde. Diese Bauweise war seit der Zeit Karls des Großen nicht mehr gebräuchlich. Eine weitere architektonische Neuheit waren die vier Eckpavillons der Anlage, die später in dieser Art auch in Fontainebleau realisiert wurden. Das Schloss wurde zur gleichen Zeit wie Chambord erbaut, und es arbeiteten an ihm die gleichen französischen sowie italienischen Künstler und Handwerker wie an dem Prestigeobjekt Franz’ I.

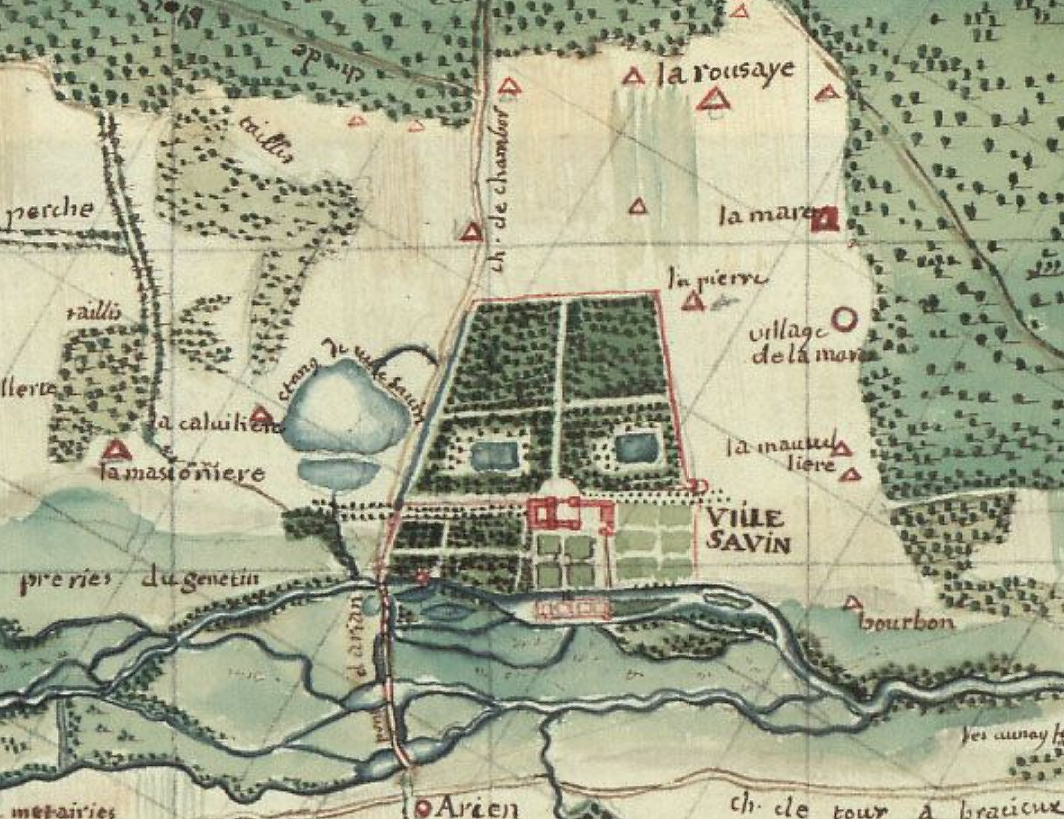
Karte der Schlossanlage vor 1731 von einem unbekannten Kartographen

Beim Tod Jean Le Bretons waren die Gebäude noch nicht alle fertiggestellt, so dass Jean Phélipeaux die Bauarbeiten weiterführte. Die Fresken in der Kapelle wurden erst durch ihn in Auftrag gegeben und gemeinsam mit dem Oratorium anlässlich eines Besuchs Marias von Medici 1611 vollendet. Im ersten Viertel des 17. Jahrhunderts ließ Phélipeaux zudem Arbeiten im Basse-cour und an dessen Ökonomiegebäuden durchführen.
Bis 1731 ließ die Familie de Villesavin die Schloss-Orangerie errichten und im ersten Jahr der Französischen Revolution 1789 um ein Stockwerk erhöhen. Die Revolutionsjahre überstand die Schlossanlage relativ unbeschadet, lediglich die einstigen Engelsstatuen der aufwändigen Brunnenschale aus Marmor gingen durch Zerstörung verloren. Der unter Jean Phélipeaux erbaute große Taubenturm – obwohl ein Zeichen feudalistischer Vorrechte – blieb jedoch erhalten, ebenso wie die Kapelle des Schlosses, die während der Revolution als Hundezwinger genutzt wurde.
Unter Auguste La Pallu wurde Schloss Villesavin bis 1819 umfassend instand gesetzt und verändert. Er ließ die Gräben der Anlage zuschütten und die damit unnütz gewordene Zugbrücke sowie die Mauer an der Eingangsseite abreißen. Außerdem ließ er die mittigen, historistischen Vorbauten an beiden Längsseiten des Corps de Logis ausführen und die mittlerweile ruinösen Lukarnen erneuern. Die eingeebneten Gräben wurden in der zweiten Hälfte des 20. Jahrhunderts wiederhergestellt.
Durch den Verkauf Villesavins an den Comte de Pradel im Jahr 1820 existiert eine sehr ausführliche Beschreibung des Schlosses aus jenem Jahr. Demnach besaß es zu jener Zeit im Erdgeschoss unter anderem ein Billardzimmer, ein großes Esszimmer, eine Bibliothek und diverse Appartements im Kabinettsystem. Viele der Räume waren mit wertvollen Parkettfußböden und Marmorkaminen ausgestattet. Nach dem Erwerb der Anlage durch de Pradel führte dieser die Umbauarbeiten seines Vorgängers weiter fort. Somit ist es ihm zu verdanken, dass Schloss Villesavin zahlreiche architektonische Details im sonst für das Loiretal sehr seltenen historistischen Stil besitzt. Während seiner Ägide wurden die Portale der Wirtschaftsgebäude monumentalisiert, und der Marmorbrunnen erhielt seinen heutigen Platz im Ehrenhof. Zuvor stand er im Englischen Landschaftsgarten auf einer kleinen Insel im Beuvron.
Seit 1937 werden die Gebäude von der Familie de Sparre restauriert und unterhalten. In einem Interview äußerte sich die heutige Schlossherrin dahingehend, dass die nötigen Wiederaufbauarbeiten – gemessen am Fortkommen der bisherigen Restaurierungen – noch die nächsten 350 Jahre andauern würden.

## Heutige Nutzung
Seit 1954 ist das Schloss für die Öffentlichkeit zugänglich. Einige seiner Zimmer mit Mobiliar aus dem 16. bis 18. Jahrhundert können im Rahmen einer Führung besichtigt werden; darunter die alte, original erhaltene Küche im Westflügel des Schlosses, deren Grillvorrichtung am Kamin heute noch funktionstüchtig ist. Zudem wird die Orangerie für Feste vermietet.
Schloss Villesavin ist außerdem Heimat zweier Museen. In der ehemaligen Remise kann eine Sammlung von alten Kutschen und Kinderwagen besichtigt werden, während das seit April 2000 geöffnete Musée du marriage mehr als 1.500 Exponate rund um das Thema Hochzeit zeigt. Unter den Ausstellungsstücken aus der Zeit von 1835 bis 1950 befindet sich zum Beispiel eine umfangreiche Sammlung an Hochzeitsroben und Brautkronen, die vornehmlich aus dem 19. Jahrhundert stammen.
Rund 20.000 Besucher kommen pro Jahr nach Villesavin und finanzieren auf diese Weise mit ihren Eintrittsgeldern die dringend nötigen Reparaturen und Erhaltungsmaßnahmen am Schloss.